# 美肋鳳凰螺
美肋鳳凰螺（学名：Strombus erythrinus）为鳳凰螺科鳳凰螺屬下的一个种。